# حوض الديسي
حوض الديسي، أو حوض مياه الديسة، حوض مياه أردني ضخم يقع جنوب الأردن بالقرب من الحدود السعودية على بعد 325 كيلومترا جنوب عمّان. يبدأ الحوض حوالي 500 متر تحت سطح الأرض ويسحب منه 90 مليون متر مكعب من المياه سنوياً عبر أنابيب بقطر 1 متر نحو عمان والعقبة، حيث تكون حصة عمان 75 مليون متر مكعب والعقبة 15 مليون متر مكعب.

## مشروع جر مياه الديسي

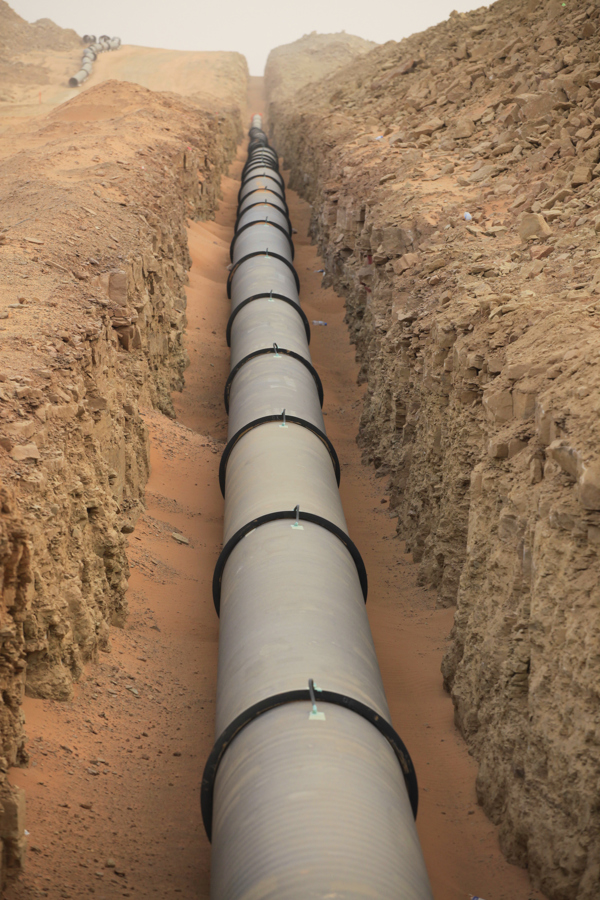
أنابيب خط المياه أثناء مدها إلى عمان 2012

قام الأردن في أول شهر أغسطس 2008 بالبدء بمشروع جر مياه هذا الحوض - العائد إلى 300 ألف سنة، إلى عمّان وعلى مدى ثلاث سنوات، حيث يزود الآن العاصمة وبعض المدن الأردنية الأخرى بكمية 90 مليون متر مكعب سنويا من المياه، ونفذت المشروع شركة تركية متخصصة هي شركة غاما انيرجي. ويعتبر بعض المسؤولين والمتخصصين في الأردن أن مشروع جر المياه من الديسي إلى عمان ليس سوى حل مؤقت.
يشار إلى أن الأردن البالغ عدد سكانه نحو 11 مليون نسمة مع زيادة سكانية سنوية بمعدل 5,3% يعتبر من أكثر عشر دول في العالم افتقاراً للمياه ويعتمد على الأمطار لسد حاجاته. ويحتاج الأردن الذي تغطي الصحارى 92% من أراضيه 900 مليون متر مكعب من المياه حالياً. ويتوقع أن ترتفع هذه الاحتياجات إلى 1600 مليون متر مكعب في عام 2015 م.